# François Groult
Pour les articles homonymes, voir Groult.
François Groult est un mixeur de cinéma français, né le 1er juillet 1952 à Cherbourg  et mort le 28 janvier 2011 à La Trinité-des-Laitiers.
Diplômé de l'École Louis-Lumière (alors installée rue de Vaugirard) en 1975, il débute ensuite sa carrière chez Auditel.
Durant sa carrière cinématographique, il a notamment travaillé sur de nombreux films réalisés ou produits par Luc Besson. Il a également collaboré à plusieurs reprises avec des réalisateurs aussi divers que Maurice Pialat, Emir Kusturica, Albert Dupontel ou Gérard Jugnot.
Nommé à six reprises pour Césars du meilleur son, il a obtenu la récompense trois fois : en 1989 pour Le Grand Bleu, en 2000 pour Jeanne d'Arc et en 2009 pour L'Ennemi public no 1 et L'Instinct de mort.
Il était membre de l'Association française du son à l'image (AFSI).

## Filmographie partielle
- 1986 : Charlotte for Ever de Serge Gainsbourg
- 1986 : Le Lieu du crime d'André Téchiné
- 1987 : Sous le soleil de Satan de Maurice Pialat
- 1988 : Camille Claudel de Bruno Nuytten
- 1988 : Le Grand Bleu de Luc Besson
- 1989 : Roselyne et les Lions de Jean-Jacques Beineix
- 1991 : Van Gogh de Maurice Pialat
- 1994 : Léon de Luc Besson
- 1994 : Casque bleu de  Gérard Jugnot
- 1995 : Underground d'Emir Kusturica
- 1995 : Le Garçu de Maurice Pialat
- 1995 : Le bonheur est dans le pré d'Étienne Chatiliez
- 1995 : Rimbaud Verlaine d'Agnieszka Holland
- 1996 : Bernie d'Albert Dupontel
- 1997 : Tykho Moon d'Enki Bilal
- 1998 : Chat noir, chat blanc d'Emir Kusturica
- 1998 : Le Dîner de cons de Francis Veber
- 1998 : Central do Brasil de Walter Salles
- 1999 : Jeanne d'Arc de Luc Besson
- 1999 : Le Créateur d'Albert Dupontel
- 2000 : Taxi 2 de Gérard Krawczyk
- 2000 : The Dancer de Fred Garson
- 2000 : Exit d'Olivier Megaton
- 2000 : Vatel de Roland Joffé
- 2001 : L'Art (délicat) de la séduction de Richard Berry
- 2002 : La Sirène rouge d'Olivier Megaton
- 2002 : Femme fatale de Brian De Palma
- 2003 : Qui a tué Bambi ? de Gilles Marchand
- 2006 : Enfermés dehors d'Albert Dupontel
- 2008 : L'Instinct de mort de Jean-François Richet
- 2008 : L'Ennemi public no  1 de Jean-François Richet
- 2008 : Bienvenue chez les Ch'tis de Dany Boon
- 2009 : Loup de Nicolas Vanier
- 2009 : Rose et Noir de Gérard Jugnot
- 2009 : La Véritable Histoire du chat botté de Jérôme Deschamps, Pascal Hérold et Macha Makeïeff
- 2010 : Le Nom des gens de Michel Leclerc
- 2010 : Les Émotifs anonymes de Jean-Pierre Améris
- 2011 : Colombiana d'Olivier Megaton

## Distinctions

### Récompenses
- César 1989 : César du meilleur son pour Le Grand Bleu
- César 2000 : César du meilleur son pour Jeanne d'Arc
- Golden Reel Awards 2000 : meilleur montage son pour un long métrage étranger pour Jeanne d'Arc
- César 2009 : César du meilleur son pour L'Ennemi public no 1 et L'Instinct de mort

### Nominations
- César 1989 : César du meilleur son pour Camille Claudel
- César 1992 : César du meilleur son pour Van Gogh
- César 1995 : César du meilleur son pour Léon

### Autre
François Groult a reçu un hommage au générique du film Colombiana (2011), d'Olivier Megaton, qui est dédié a sa mémoire.